# 塔齊內
48°3′56″N 39°12′43″E / 48.06556°N 39.21194°E
塔齊內（烏克蘭語：Тацине）是位於烏克蘭東部的市級鎮，由盧甘斯克州羅韋尼基區的羅韋尼基市鎮負責管轄。該鎮處於尤西基納河畔，始建於1910年，面積0.6平方公里，2011年人口272，人口密度每平方公里453.3人。